# Petruskirche (Fischamend)

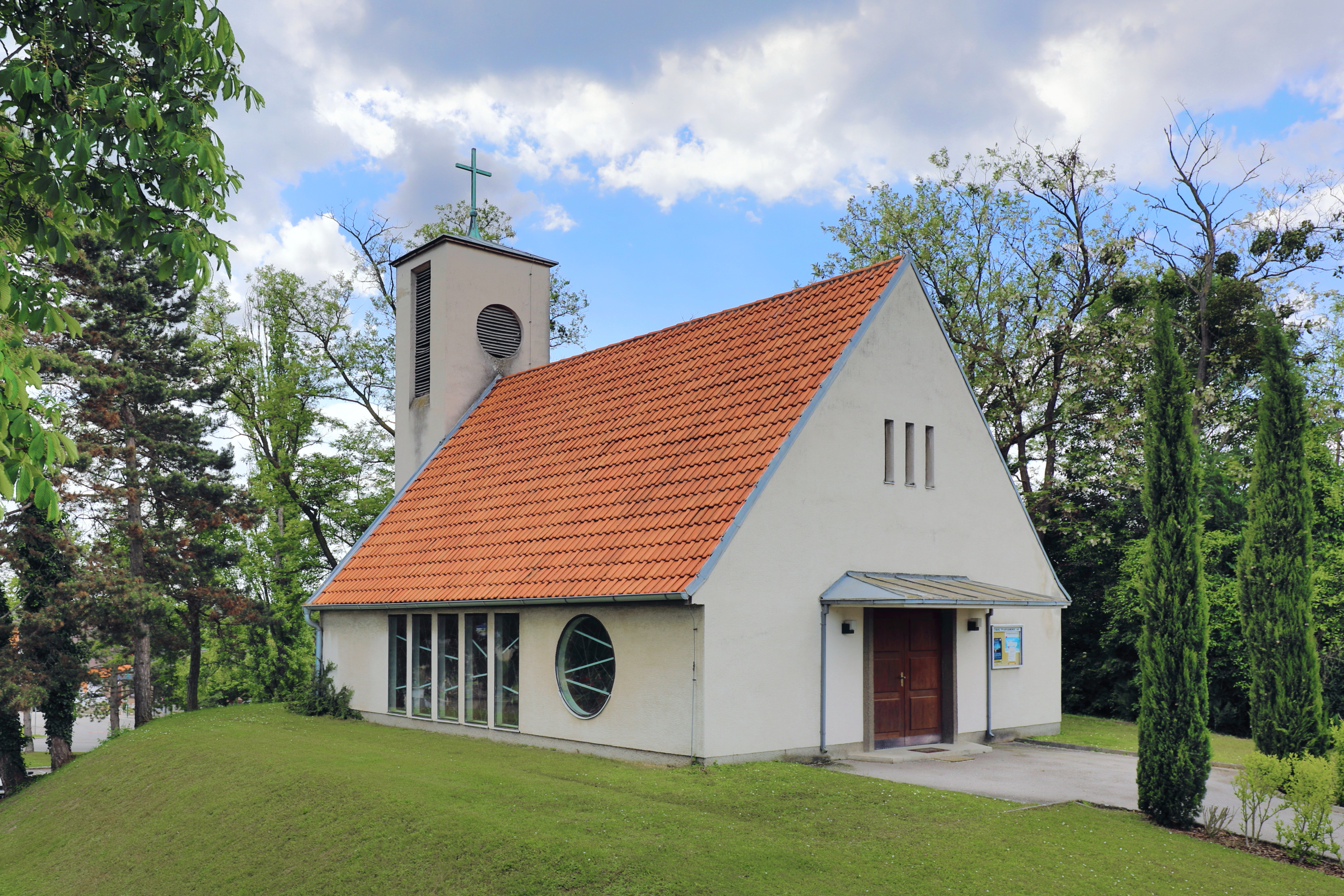
Nordostansicht der Petruskirche in der niederösterreichischen Stadtgemeinde Fischamend

Die Petruskirche steht in der Hainburgerstraße westlich des Friedhofes in der Stadtgemeinde Fischamend im Bezirk Bruck an der Leitha in Niederösterreich. Die evangelisch-lutherische Filialkirche der Pfarrgemeinde Schwechat gehört zur Evangelischen Superintendentur A. B. Niederösterreich der Evangelischen Kirche A.B. in Österreich.

## Beschreibung
Der auf einem Hügel von der Straße abgerückte Kirchenbau wurde an der Stelle einer barocken 1785 profanierten und 1944 zerstörten Kapelle im Jahre 1964 erbaut.
Der schlichte nach Süden ausgerichtete Kirchenbau unter einem Satteldach hat einen Südturm. Die Fenster zeigen Fensterbänder und eine ornamentale Verglasung.